# Baltasar Guedes de Sousa
Baltasar Guedes de Sousa (c. 1512 - c. 1564), também conhecido como Baltasar de Sousa Guedes, ou simplesmente Baltasar Guedes, foi o 7.º Capitão-mor do Ceilão Português. 

## Biografia
Era filho de Gonçalo Guedes com Maria Rodrigues de Sousa. E neto paterno de Gonçalo Vaz Guedes, 3.º senhor de Murça.
Sendo, assim, primo direito de outro Gonçalo Vaz Guedes, pai do humanista e reitor da Universidade de Coimbra Frei Diogo de Murça.
Foi batizado cerca de 1512. Tirou ordens menores a 18 de setembro de 1529, em Chaves. Em 1551 embarcou na Armada da Índia.
Prestou serviço militar na Índia portuguesa e no Ceilão juntamente com seu irmão, Gonçalo Guedes.
Baltasar Guedes foi nomeado em 1560 sob D. Sebastião I, e exerceu o cargo de Capitão-mor até 1564. 
Durante o seu mandato, conduziu várias operações militares em Colombo e no reino de Cota, tendo sido gravemente ferido durante esses combates. Sendo assim provável que tenha falecido cerca do ano de 1564.
A última referência que lhe é feita na obra do cronista jesuíta do século XVII, Fernão de Queiroz, intitulada "Conquista temporal, e espiritual de Ceylão", dá-o como combatendo na defesa da fortaleza de Seri Jaiavardenapura-Cota, em 1564, nos seguintes termos:
''O Capitão Balthasar Guedes, ansioso para vingar os ferimentos que havia recebido e estando incapacitado de ficar de pé sobre as suas pernas, de um andor dirigiu, encorajou [os outros] e lutou, e a falta de pés não foi obstáculo, pois ele tinha as suas mãos"
Sucedeu-lhe no cargo Pedro de Ataíde "Inferno" que, já como capitão-mor, combateu ao lado de Baltasar Guedes na acima referida defesa da fortaleza da cidade de Seri Jaiavardenapura-Cota, então ainda capital do Reino de Cota.

## Família
Nem ele nem seu irmão Gonçalo casaram, nem deixaram geração conhecida, pelo que a casa paterna ficou com um outro irmão, Gaspar de Sousa Guedes, casado com a 3.ª morgada de Bulhão; com descendência, nos morgados e depois condes de Bertiandos, e nos Lemos, senhores da Trofa.